# Університет Сіккім Маніпал
Університет Сіккім Маніпал (англ. Sikkim Manipal University, SMU) — університет в індійському штаті Сіккім, де викладаються медицина і технічні науки. Університет був заснований в 1995 році, це спільна приватно-урядова ініціатива регіону. Університет є філіалом Маніпальського університету з головним офісом в місті Маніпал (штат Карнатака). Університет складається з двох інститутів — Медичних наук (SMIMS) і Технології (SMIT).